# Superficie di classe A
Superficie di Classe A è un termine usato nel gergo dei progettisti indicante una superficie di stile, ottenuta dall'unione di più superfici a forma libera, che presenta continuità di tangenza e curvatura in corrispondenza di tutti i bordi di unione, creando una superficie di design, maneggiabile e non pericolosa o offensiva fisicamente in caso di contatto/urto. Un esempio è la carrozzeria dell'automobile che risulta superficie di Classe A in tutto l'esterno (eccetto il sottoscocca), le plastiche interne (cruscotto, maniglie e tutto ciò che è studiato per essere maneggiato), mentre non è superficie di Classe A dove sono presenti protuberanze o forme offensive in caso di contatto/urto come le parti meccaniche nel vano motore, viti e perni di fissaggio o tutto ciò che non è studiato per l'uso quotidiano.
In generale, le superfici di classe A possono essere realizzate con opportuni modellatori CAD, oppure modellatori CAS (Computer Aided Styling), utilizzati principalmente nel campo dell'automotive design .